# Ribnica (gmina Pivka)
Ribnica – wieś w Słowenii, gmina Pivka. 1 stycznia 2017 liczyła 10 mieszkańców.